# Тарарін Микола Олександрович
Микола Олександрович Тарарін (24 квітня 1979, Київ) — український правник та політичний діяч. Народний депутат України 9-го скликання, входить до фракції «Слуга народу».

## Із життєпису
Освіта вища, закінчив юридичний факультет Національної юридичної академії України ім. Ярослава Мудрого. Військову службу проходив у військовій прокуратурі. З 2005 року працював у юридичних компаніях та здійснював адвокатську діяльність. У 2015 році отримав посвідчення адвоката від ради адвокатів Київської області. На час балотування у 2019 році працював у юридичній фірмі «Гелон», яка представляла також інтереси студії «Квартал 95». Бенефіціар юридичної компанії «Консіон».
У 2019 році — кандидат у народні депутати на парламентських виборах від партії «Слуга народу», № 147 у виборчому списку. 15 серпня 2023 року визнаний обраним народним депутатом замість Андрія Холодова, який достроково склав повноваження. Як юрист допомагав партії у виборчому процесі на президентських та парламентських виборах 2019 року.
Склав присягу народного депутата України 23 серпня 2023 року.